# Mirosław Swoszowski
Mirosław Swoszowski (ur. 6 października 1956 w Tarnowie) – polski nauczyciel, polityk, urzędnik państwowy, poseł na Sejm III kadencji.

## Życiorys
Ukończył w 1979 studia na Wydziale Matematyki i Fizyki Wyższej Szkoły Pedagogicznej w Rzeszowie. Pracował jako nauczyciel, od 1990 do 1995 zajmował stanowisko dyrektora II Liceum Ogólnokształcącego w Tarnowie. Później pełnił funkcję zastępcy prezydenta tego miasta. Od 1997 do 2001 sprawował mandat posła na Sejm III kadencji z ramienia Akcji Wyborczej Solidarność. W 2001 bezskutecznie ubiegał się o reelekcję. Należał do RS AWS, później działał w partii Rodzina-Ojczyzna.
Pracuje w Najwyższej Izbie Kontroli jako główny specjalista kontroli państwowej w delegaturze w Krakowie. Zasiada we władzach Polskiej Federacji Stowarzyszeń Rodzin Katolickich jako jej wiceprezydent.